# Destell Pass
Der Destell Pass, gelegentlich fälschlicherweise Destall Pass geschrieben, ist ein Gebirgspass im Tahltan Highland im Nordwesten der kanadischen Provinz British Columbia. Er liegt südöstlich von Telegraph Creek und nordwestlich der Artifact Ridge, ganz im Südosten des Mount Edziza Provincial Park. Der Destell Pass hat eine Höhe von 1622 m und besteht aus einer engen Felskluft.:318 Am Destell Pass ist Edziza-Obsidian der Armadillo-Formation zu finden.
Dieser abgelegene Gebirgspass im Cassiar Land District bietet einen Zugang zu den weiten Hochtälern des Raspberry Creek und des Artifact Creek. Sein Name bedeutet in der Sprache der Tahltan „sich lagern“ und bezieht sich auf die Tatsache, dass der Pass einst von den Tahltan benutzt wurde, um in die Jagdgründe von Raspberry Creek und Artifact Creek zu gelangen.